# L'amore travolgente di Margaret Mitchell
L'amore travolgente di Margaret Mitchell (A Burning Passion: The Margaret Mitchell Story) è un film per la televisione biografico del 1994, diretto da Larry Peerce e con protagonista Shannen Doherty nei panni di Margaret Mitchell, autrice del celeberrimo romanzo del 1936 Via col vento, vincitore del Premio Pulitzer e trasposto nel 1939 nel film omonimo.

## Trama
Atlanta, 1907. Margaret è una ragazzina di famiglia benestante che ama raccontare storie e sogna di diventare una scrittrice famosa. Sua madre May Belle, una fiera femminista e suffragetta, insiste affinché diventi medico e le addossa molta pressione, pretendendo che diventi la migliore in tutto; questo, però, fa sì che Margaret non sia mai in grado di soddisfare le aspettative della madre. Una volta cresciuta molti sono i giovani che vorrebbero accompagnarsi a lei, ma Margaret ha occhi solo per Clifford West Henry, un ragazzo di buona famiglia di New York.
Margaret e Clifford si innamorano, ma la loro relazione si interrompe quando lui viene inviato in Francia per combattere durante la prima guerra mondiale. Intanto May Belle iscrive la figlia al corso superiore di medicina allo Smith College, uno dei migliori college femminili del paese, dove Margaret studia controvoglia e ottiene voti positivi solamente nel corso di scrittura. Il suo unico pensiero è rincontrare Clifford, ma purtroppo un giorno riceve una telefonata da un ospedale francese che la avverte della morte del ragazzo a seguito delle ferite riportate a causa di un bombardamento tedesco; un mese dopo, May Belle muore dopo aver contratto l'influenza spagnola. A questo punto, Margaret decide di tornare a casa.
Margaret sceglie di prendersi cura di suo padre Eugene e di trovare il proprio posto nella società di Atlanta. La sua richiesta di adesione all'ente benefico Atlanta Junior League viene respinta quando sconvolge tutti con un sensuale ballo di coppia fatto per scherzo durante una riunione di società. Red Upshaw e John Marsh la notano e ne sono immediatamente attratti; all'inizio lei non è molto colpita dal donnaiolo Red sapendo che guadagna denaro col contrabbando di whisky, ma presto si innamorano e si godono la vita nell'età del jazz.
Quando viene annunciato il loro fidanzamento, la famiglia di Margaret si dichiara contraria a causa della reputazione di Red. La coppia decide comunque di sposarsi, ma il loro matrimonio è travagliato fin dall'inizio. Red decide di lasciare l'impiego che il suocero gli aveva trovato dicendo di star investendo da due mesi su un'attività promettente, quindi per guadagnare denaro Margaret si rivolge a John, che la indirizza all'Atlanta Journal dove viene assunta come intervistatrice e, dopo aver acquisito più esperienza, diventa una giornalista molto rispettata. Red è contrario al fatto che sua moglie lavori. Quando viene tradito e derubato dal suo socio, parte per il Texas poiché interessatosi al commercio del petrolio; invece Margaret decide di restare per concentrarsi sulla sua carriera.
Red ritorna dopo oltre sette mesi, e si convince che Margaret abbia una relazione con John. I due discutono animatamente, e Red finisce per picchiare duramente Margaret. John, furioso dopo aver scoperto cosa è successo, dà a Red dei soldi intimandogli di lasciare la città e non tornare mai più; inoltre consegna a Margaret una pistola per difendersi nel caso in cui Red dovesse tornare, ma lei rifiuta anche solo l'idea di usarla. Qualche tempo dopo Margaret e John iniziano una relazione e, dopo che lei ha ottenuto il divorzio da Red, il 4 luglio 1925 si sposano.
Margaret si mette al lavoro al suo primo romanzo, Via col vento, pubblicandolo dieci anni dopo, nel 1936, che riscuote da subito uno straordinario successo. Tuttavia, la fama, il successo e il denaro che ne derivano fanno sorgere alcune incomprensioni nel suo matrimonio. Quando Margaret meno se lo aspetta, Red va a trovarla: i due parlano un po' e lui le annuncia che si sposerà presto. Nel 1939 Via col vento viene trasposto nel film omonimo, rivelandosi anch'esso di incredibile successo.
I titoli di coda dicono che Red morì cadendo dalla finestra di un albergo, forse per suicidio. Margaret invece morì nel 1949 dopo essere stata investita da un pirata della strada; Via col vento rimane il suo unico romanzo.

## Produzione
Shannon Doherty è stato scelta per il ruolo principale, e per interpretarlo nel modo più realistico possibile ha letto tutti i libri sulla Mitchell e ha visto il film Via col vento. Il film è stato girato a Wilmington, nella Carolina del Nord, tra agosto e settembre 1994, ed è stato trasmesso pochi giorni prima della première della miniserie Rossella (Scarlett), il sequel di Via col vento tratto dall'omonimo romanzo del 1991 scritto da Alexandra Ripley.